# Reportage
Il reportage è una tipologia di articolo giornalistico. Il termine proviene dal giornalismo francese dove indica un tipo di articolo in cui viene privilegiata la testimonianza diretta. Spesso è corredato da immagini fotografiche a corredo del testo.
 
Può anche essere un genere fotografico: in questo caso consiste nella documentazione di fatti ed eventi attraverso la fotografia.

## Storia
Nella prima metà del XX secolo il reportage era molto simile alle pagine di un diario o alle memorie di viaggio: conteneva le vive impressioni del cronista ed aveva scopi estemporanei. Nel secondo dopoguerra i rotocalchi lanciarono una forma nuova di reportage: ad un testo descrittivo era affiancato un ricco corredo di fotografie. 
Di contro, i quotidiani è stata l'ampliamento della parte scritta. Il reportage si è evoluto fino ad assumere le caratteristiche dell'inchiesta: viene offerta la descrizione di più punti di vista, oltre a quello del giornalista; in secondo luogo alla descrizione si aggiungono la riflessione e il commento.

## Il reportage fotografico
Il reportage è anche un genere fotografico con regole ben precise: è una documentazione fedele di fatti ben identificabili. La fotografia di reportage ha come scopo quello di raccontare una storia attraverso una galleria di immagini, viene usata spesso in ambito giornalistico, per documentare la vita delle persone in situazioni difficili, come ad esempio una guerra, un disastro naturale o altri eventi.